# Tiburcio Carías Andino
Tiburcio Carías Andino, född 5 mars 1878, död 23 december 1969, var en honduransk politiker. Han var Honduras president 1924 samt mellan 1933 och 1949.